# New Tempe Arena
Die New Tempe Arena war eine geplante Mehrzweckhalle in der US-amerikanischen Stadt Tempe im Bundesstaat Arizona. Sie sollte die neue Heimspielstätte des Eishockey-Franchise der Arizona Coyotes aus der National Hockey League (NHL) werden. Sie sollte Teil des geplanten Tempe Entertainment District werden, der Hotels, Einzelhandelsgeschäfte, Wohnungen und ein Theater umfassen sollte. Die Arena hätte Platz für 16.000 Besucher bieten sollen und größtenteils privat finanziert werden.

## Geschichte
Am 29. November 2022 stimmte der Stadtrat von Tempe den von den Arizona Coyotes vorgelegten Plänen für das mittlerweile 2,1 Mrd. US-Dollar (rund zwei Mrd. Euro) teure Bauprojekt mit 7:0 Stimmen zu. Nun konnten die Einwohner von Tempe über das Projekt Entertainment District abstimmen. Dafür hatten die Coyotes zugesagt, die erforderlichen Unterschriften für eine Petition zu sammeln, um das Projekt am 16. Mai 2023 zur Abstimmung bringen zu können. Bei Zustimmung wären auf dem 46 Acre (186.155 m²) großen Gelände u. a. die neue Heimat der Arizona Coyotes, eine Trainingshalle, Hotels, Wohnungen und Einzelhandelsgeschäfte entstanden. Die Stadt Tempe wollte nach der genehmigten Vereinbarung 50,3 Mio. US-Dollar zahlen. Darin enthalten waren 40 Mio. US-Dollar an nicht erstattungsfähigen Barmitteln vor der Sanierung des Geländes der früheren Deponie enthalten. Zuvor hatten die Coyotes im September 2021 gerenderte Bilder der zukünftigen Arena präsentiert. Der Entwurf stammte von Manica Architecture.
Am 16. Mai 2023 stimmte die Mehrheit der Einwohner von Tempe gegen die Anträge 301 und 302 mit 56 % zu 44 % und 303 mit 57 % zu 43 %. Um das Bauprojekt fortsetzen zu können, wäre die Zustimmung zu den Anträgen erforderlich gewesen.
Als Folge des ablehnenden Wählervotums und dem Fehlen einer geeigneten Halle wurde das Franchise im April 2024 für 1,2 Milliarden US-Dollar nach Salt Lake City verlegt, um dort im Delta Center, Heimspielstätte der Utah Jazz aus der National Basketball Association (NBA), zu spielen. Die NHL hat der Gründung eines Franchise zur Saison 2024/25 zugestimmt. Das bisherige Franchise ist inaktiv. Der Besitzer Alex Meruelo erhält von der Liga fünf Jahre Zeit, eine neue, hochmoderne Anlage zu bauen, die für ein NHL-Team, mit dem Namen Arizona Coyotes, geeignet ist.

## Bedenken
Da sich der Standort der zukünftigen Arena in der Nähe des Flughafens Phoenix Sky Harbor International Airport befunden hätte, wurde befürchtet, dass der Tempe Entertainment District ein Risiko für ankommende und abfliegende Flugzeuge darstellt. Ein ähnliches Problem hatten die Arizona Cardinals 2001, als sie versuchten, ein Stadion in der Nähe des Rio Salado Parkway zu bauen. Dies führte dazu, dass sie später nach Glendale in das heutige State Farm Stadium umzogen.